# Gruppenhochschule
Gruppenhochschule oder Gruppenuniversität bezeichnet eine Organisationsform von Hochschulen und Universitäten.

## Geschichte und Begriff
In den 1960er-Jahren wurde die Figur des Hochschulrechts, der damaligen, hauptsächlich aus Universitäten bestehenden Hochschullandschaft entsprechend, als Gruppenuniversität eingeführt. Dieses Gegenmodell zur Ordinarienuniversität, bei der nahezu ausschließlich die Professoren die Universität führten, wurde im Kontext der 68er-Bewegung in den ersten Hochschulgesetzen verankert. Es sollte durch dieses Modell möglich sein, alle Gruppen an der Führung der Hochschule zu beteiligen, um so zur Demokratisierung der Hochschulen beizutragen.
Mit dem sogenannten Hochschul-Urteil des Bundesverfassungsgerichts von 1973 wurde diese Organisationsform grundsätzlich für verfassungskonform erklärt. Im Zuge dieses Urteils wurde allerdings als Voraussetzung für die Zulässigkeit der Organisationsform die Notwendigkeit der Professorenmehrheit eingeführt: Die Wissenschaftsfreiheit aus Art. 5 Abs. 3 Satz 1 GG bedinge eine Organisation, die die freie wissenschaftliche Betätigung vor nicht-wissenschaftlichen Erwägungen ausreichend schütze. Träger dieser Freiheit seien die Hochschullehrer, weshalb gewährleistet sein müsse, dass diese Gruppe in bestimmten Fragen nicht überstimmt werden kann. Damit war die zunächst geforderte, gruppenparitätische Besetzung der Selbstverwaltungsorgane, die jeder Statusgruppe gleiches Stimmgewicht zusprach, als unvereinbar mit der Wissenschaftsfreiheit des Grundgesetzes für verfassungswidrig erklärt. 
Die konkrete Ausgestaltung obliegt den Bundesländern. Das Thüringer Hochschulgesetz etwa sieht vor, dass die Selbstverwaltungsgremien mit allen Statusgruppen paritätisch besetzt werden und nur bei Entscheidungen, die konkret Lehre und Forschung betreffen, die Professorenmehrheit gewahrt wird.
Mit dem Wandel der Hochschullandschaft durch die Einführung der Fachhochschulen Anfang der 1970er-Jahre verlor der Begriff der Gruppenuniversität zusehends seine Einschlägigkeit. Heute ist der Begriff Gruppenhochschule als treffenderer Begriff einzuordnen.

## Gruppen
Die Gruppenhochschule ist eine Form der Selbstverwaltungskörperschaft, bei der die Mitglieder, also die Personen die entweder hauptberuflich an der Hochschule tätig oder als Studierende ordentlich immatrikuliert sind, in drei oder vier Statusgruppen vertreten werden. Diese wählen oder entsenden jeweils Vertreter in die Selbstverwaltungsgremien der Hochschule. Nicht Teil dieser Gremien sind sogenannte Angehörige der Hochschulen. Sie sind im Gegensatz zu den Mitgliedern lediglich gastweise und vorübergehend, nebenberuflich oder ehrenamtlich an Hochschulen zugegen.
1. Die Gruppe der Hochschullehrer umfasst alle planmäßigen Professoren und Juniorprofessoren. Daneben können entsprechend der Rechtsprechung des Bundesverfassungsgerichts auch außerplanmäßige Professoren unter diese Gruppe fallen, soweit sie mit der selbständigen wissenschaftlichen Vertretung ihres Faches in Forschung und Lehre betraut sind.[8]
2. Die Gruppe der Studierenden umfasst alle ordentlich an einer Universität immatrikulierten Studierenden.
3. Die Gruppe der akademischen Mitarbeiter, mitunter auch Akademischer Mittelbau genannt, umfasst alle wissenschaftlichen und künstlerischen Mitarbeiter sowie Lehrkräfte für besondere Aufgaben.
4. Die Gruppe der sonstigen Mitarbeiter umfasst alle weiteren Mitglieder einer Hochschule, darunter zum Beispiel auch die Mitarbeiter der Sekretariate oder die Gärtner.

Manche Hochschulgesetze, wie zum Beispiel das Thüringer Hochschulgesetz, sehen für Fachhochschulen aufgrund der geringen Größe der Gruppen die Zusammenlegung der dritten und vierten Gruppe vor. Darüber hinaus ist die vierte Gruppe nicht in allen Selbstverwaltungsgremien vertreten, der geringen Betroffenheit wegen.